# Santuario di Kamo
Il santuario di Kamo, Kamigamo Jinja (上鴨神社?) e il santuario di Shimogamo, Shimogamo Jinja (下鴨神社?) sono due santuari shintoisti (jinja) di Kyōto, Giappone. Sono due tra i più antichi santuari di tutto il Giappone. Entrambi dedicati al dio (kami) del fulmine, i santuari sono i principali organizzatori del Matsuri Aoi, che cade in maggio e include una processione da un santuario all'altro, corse di cavalli, e sfilate di arcieria (yabusame). Come altri santuari e castelli di Kyōto, anche i santuari di Kamo e Shimogamo sono patrimonio dell'UNESCO.

## Santuario di Kamigamo
Il santuario di Kamigamo, il cui nome significa il superiore, è effettivamente il più recente dei due santuari, datato intorno al VII secolo. È famoso per la sua sala haiden, ricostruita nel 1628.
Un gran numero di abitazioni per i sacerdoti sono situate nei parchi attorno al santuario, e una, la casa di Nishimura è aperta al pubblico.
Il santuario di Kamigamo è conosciuto anche con il nome santuario di Kamo Wakeikazuchi.

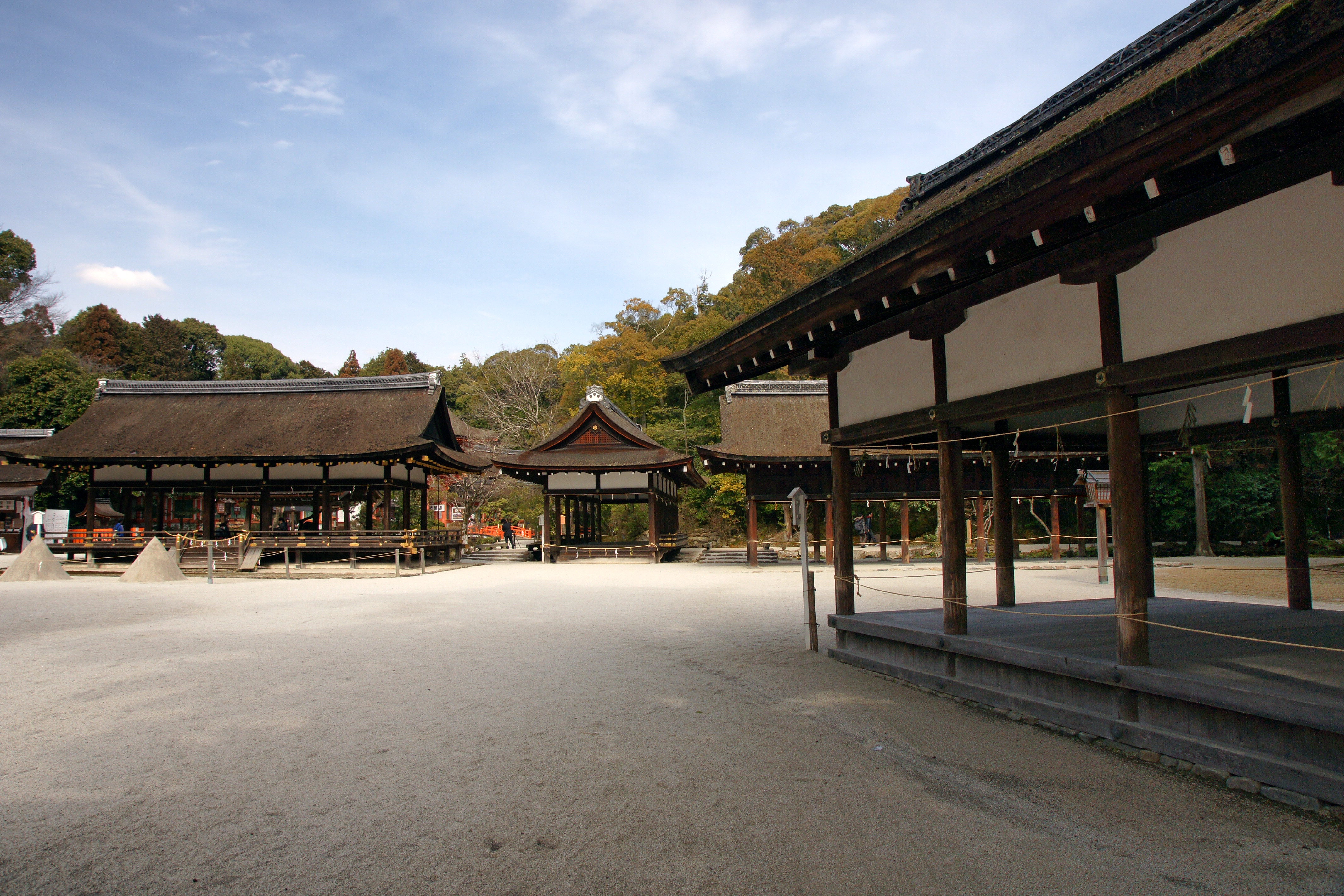
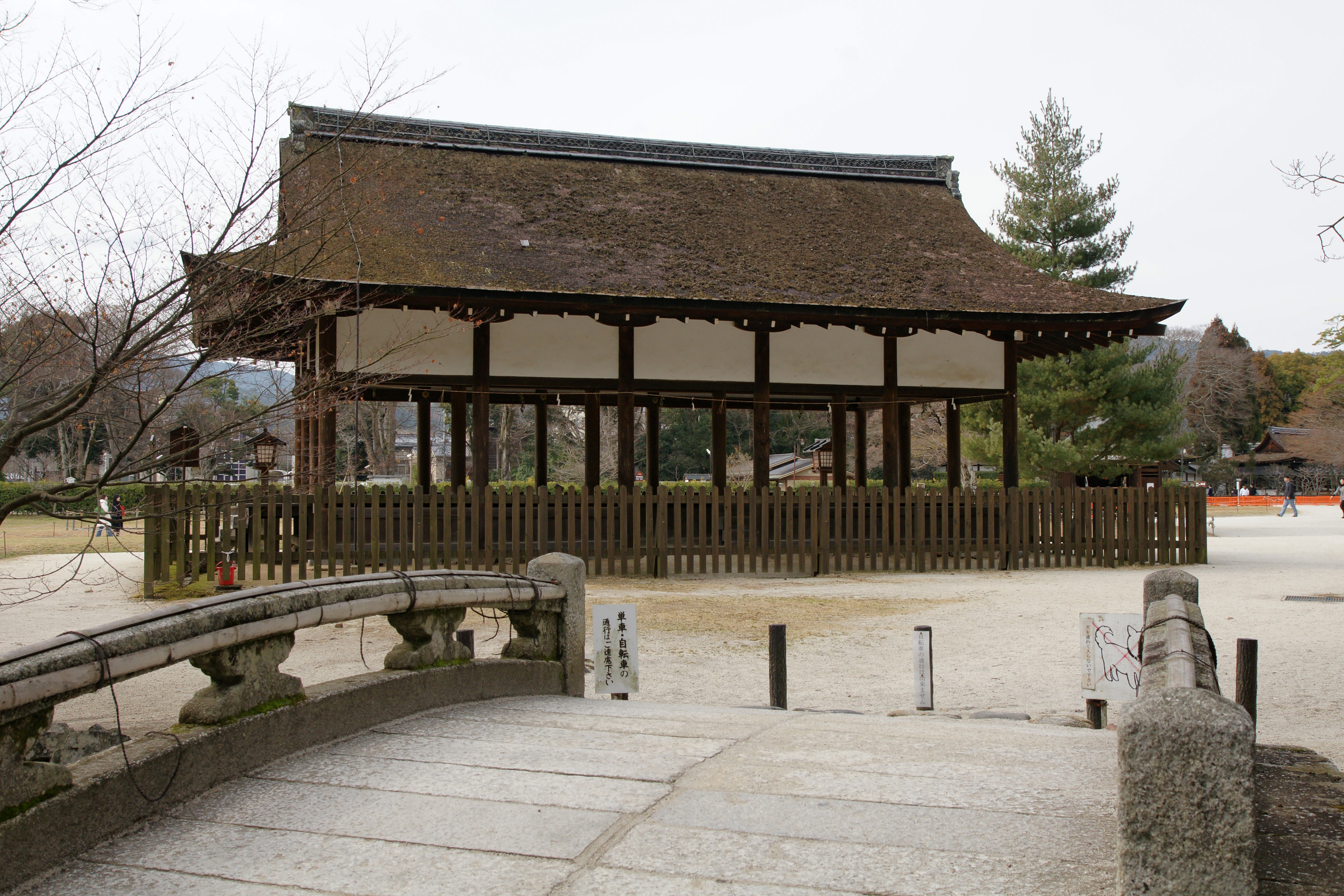
Geheiden
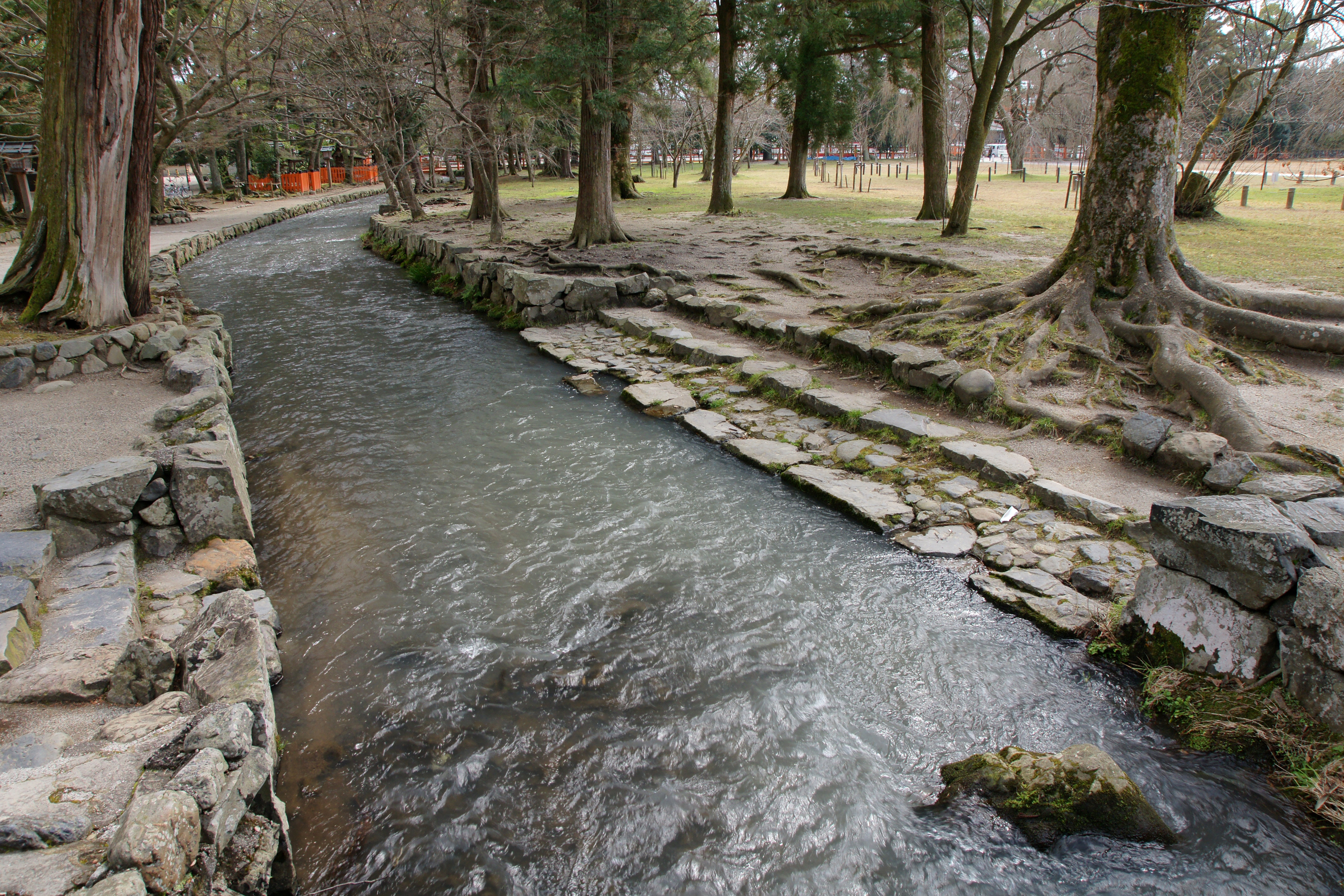
Nara-no-ogawa
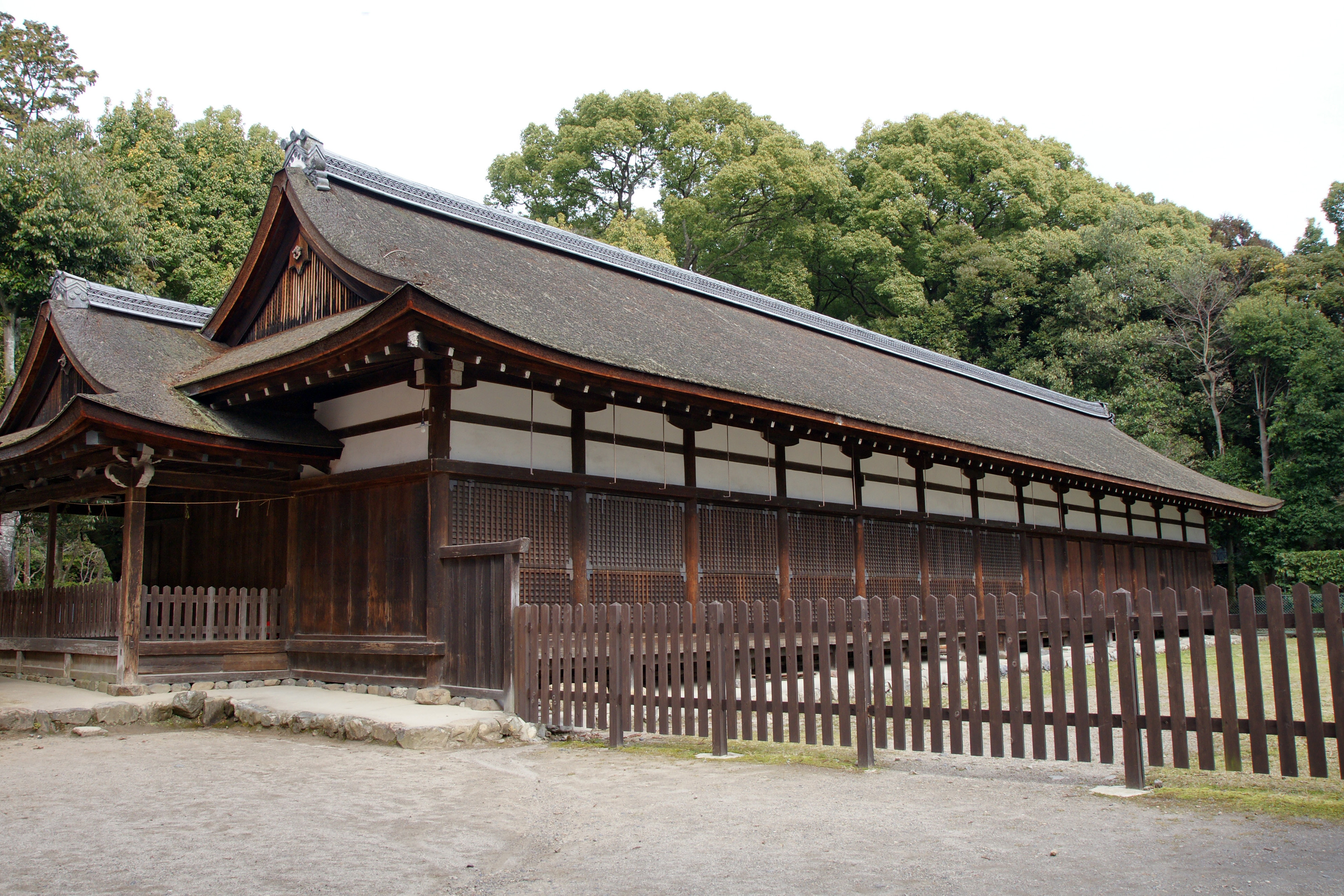
Kita-shinsenjo
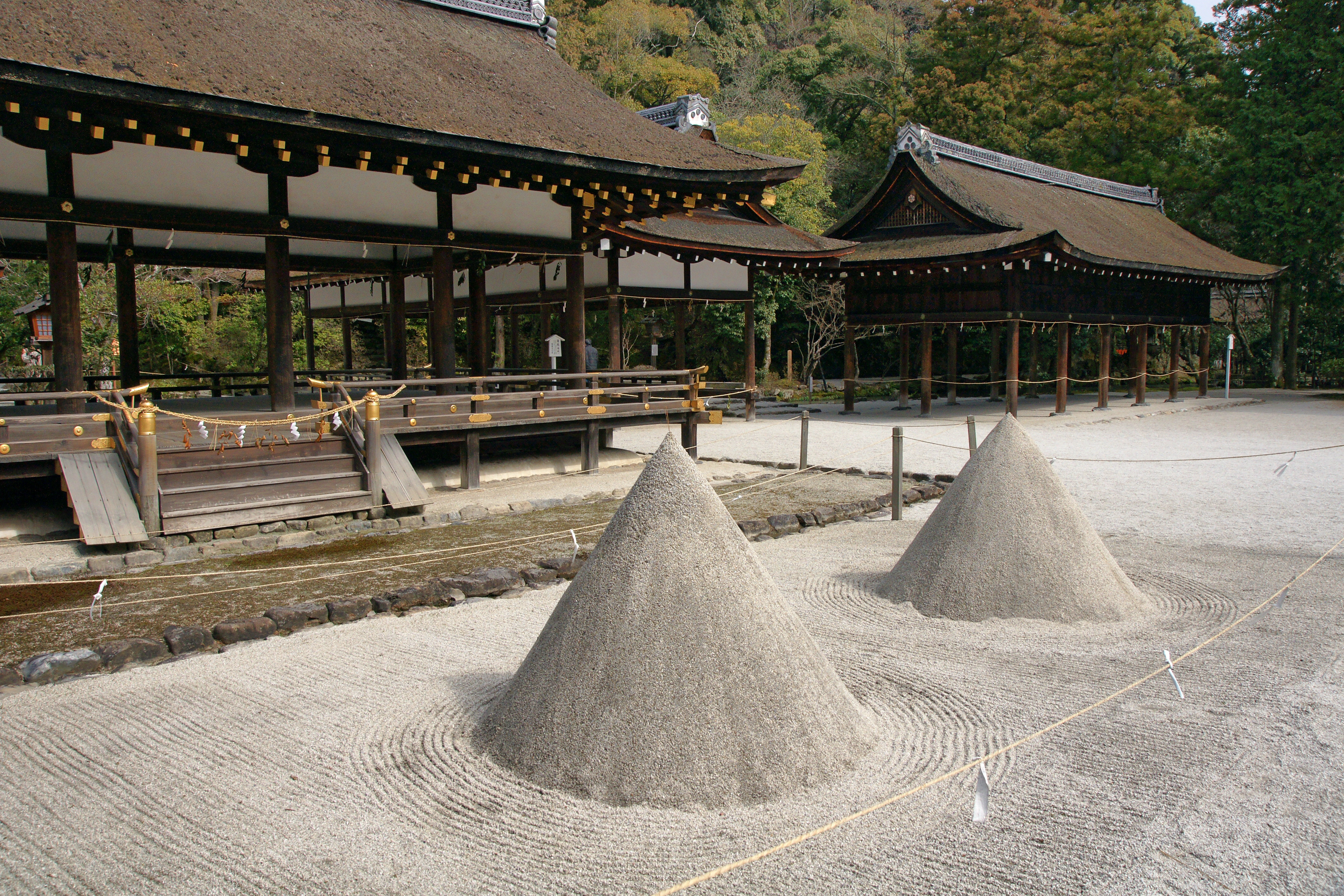
Tatesuna & Saiden
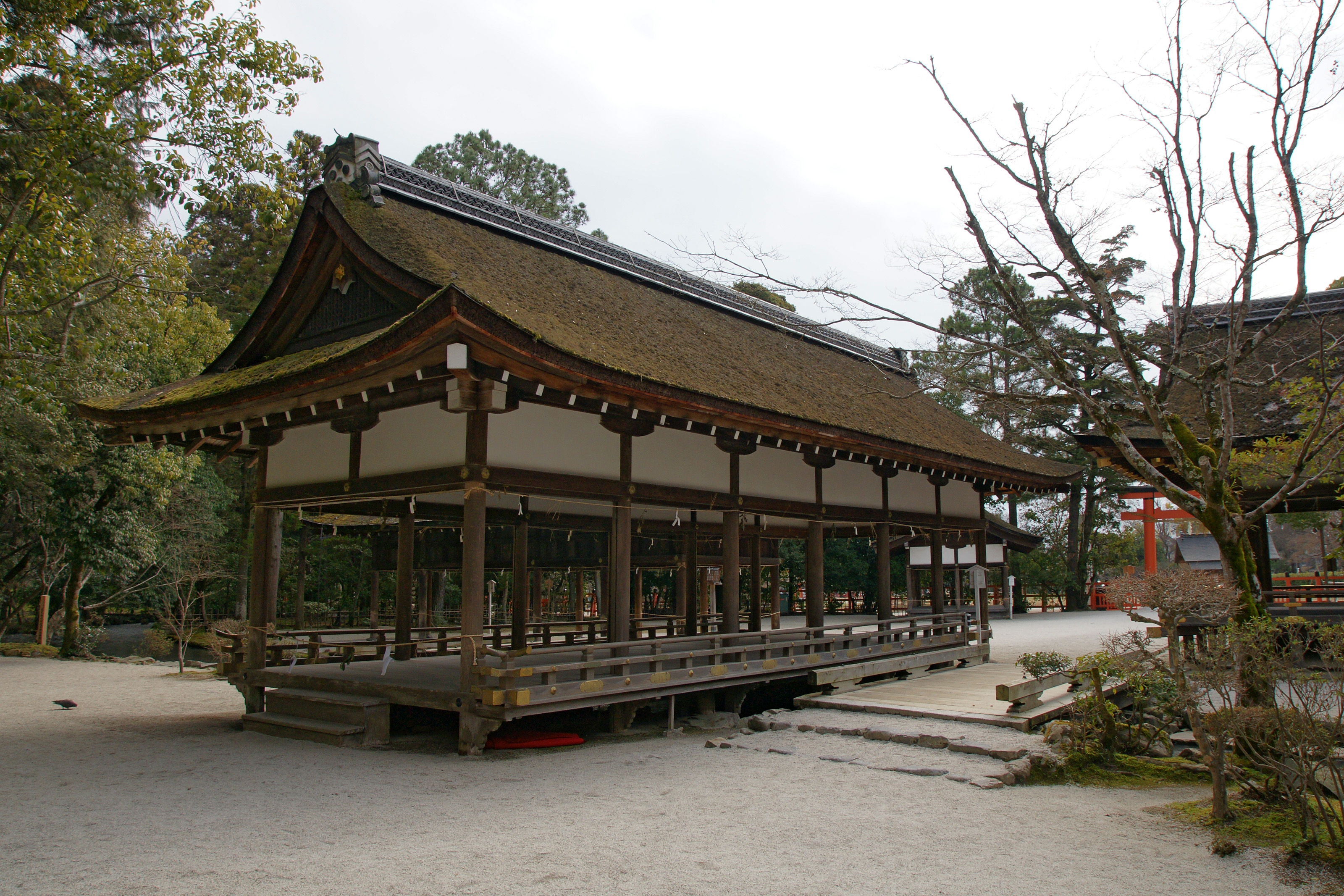
Hashiden
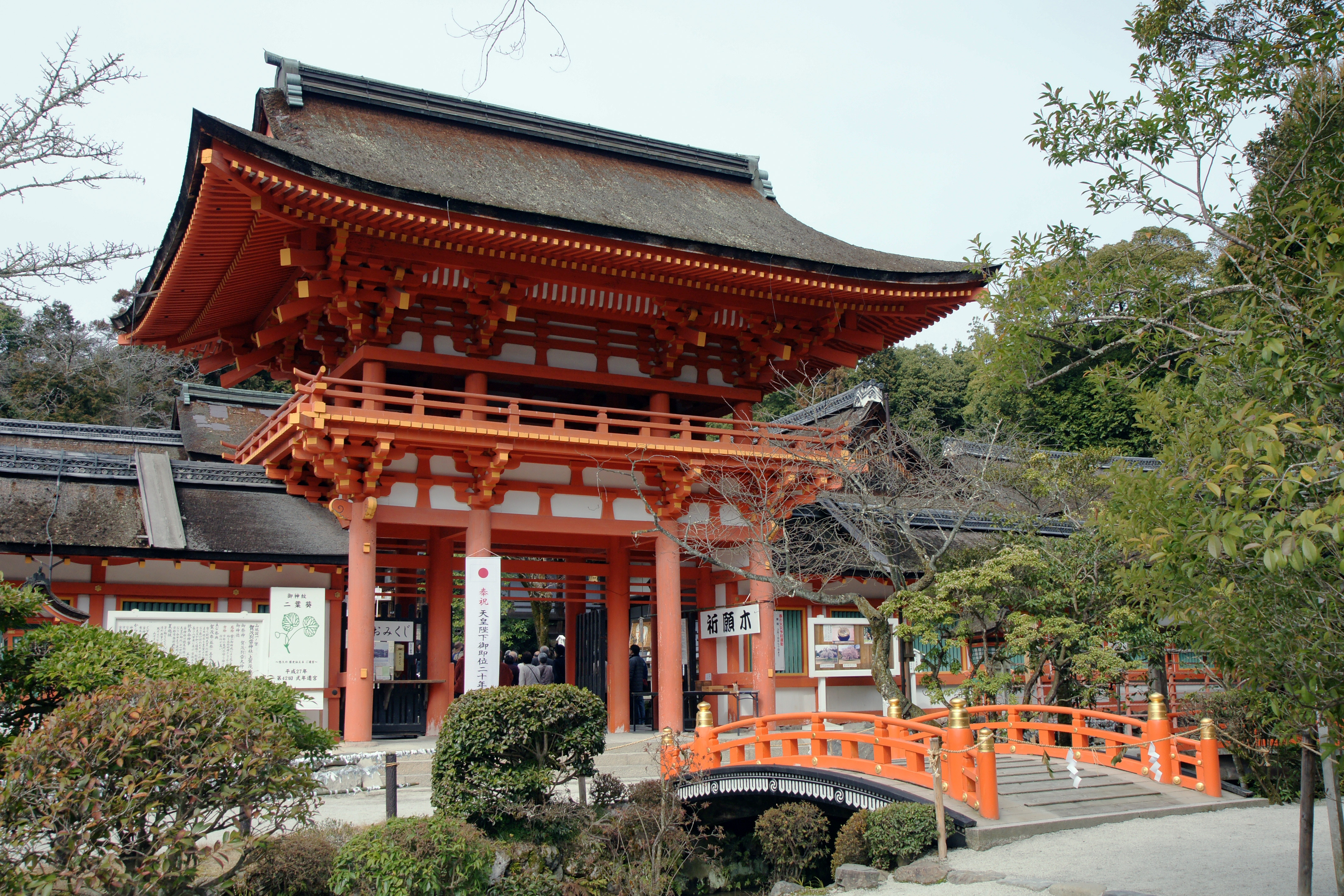
Romon

## Santuario di Shimogamo
Più a sud, il santuario di Shimogamo, il più antico dei santuari di Kamo, è in realtà solo di un secolo più vecchio, risale infatti al VI secolo. È conosciuto anche con il nome santuario di Kamomioya, e fu costruito in onore della allora capitale, Kyoto. 
È uno dei santuari dell'area a cui è affidato il compito di assicurare il successo delle annuali raccolte di riso. 
Il santuario di Shimogamo è collocato nella Tadasu no Mori (糺すの森), la Foresta della Verità, un'antica foresta che, si dice, non sia mai bruciata e non sia mai stata toccata dall'uomo. La foresta ha sofferto in realtà, in particolare durante le guerre, ma è considerata ancora sacra e naturale in quanto è rifiorita spontaneamente senza che l'uomo fertilizzasse o piantasse alberi sani.

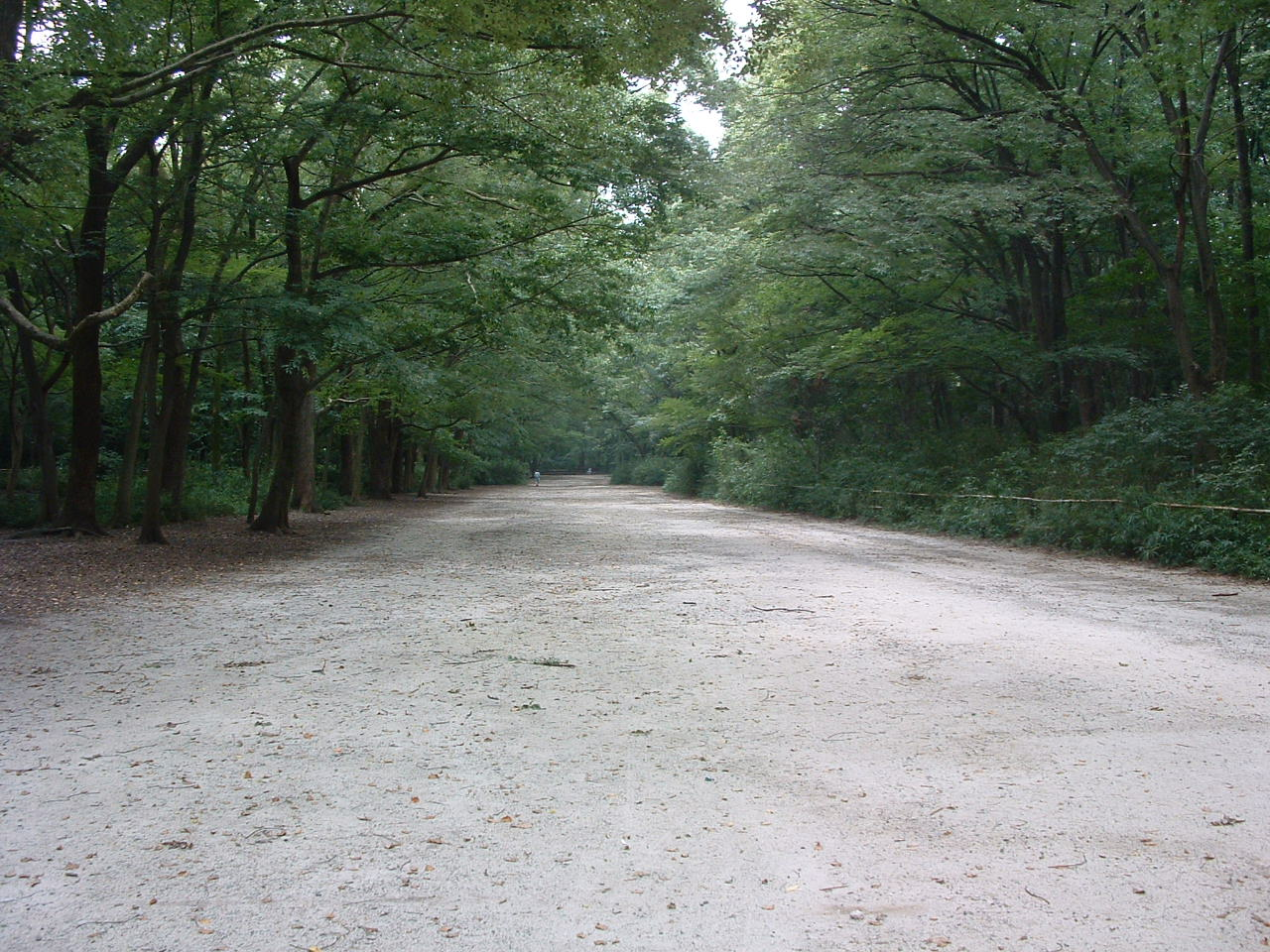
Tadasu no Mori, la foresta in cui le menzogne vengono svelate
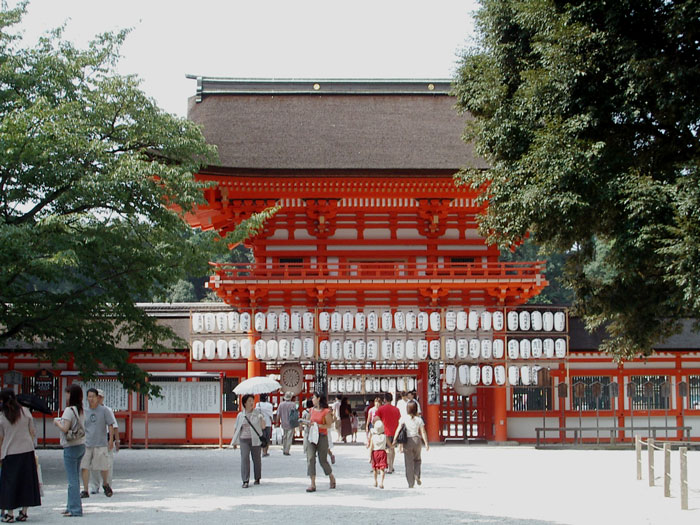
Romon
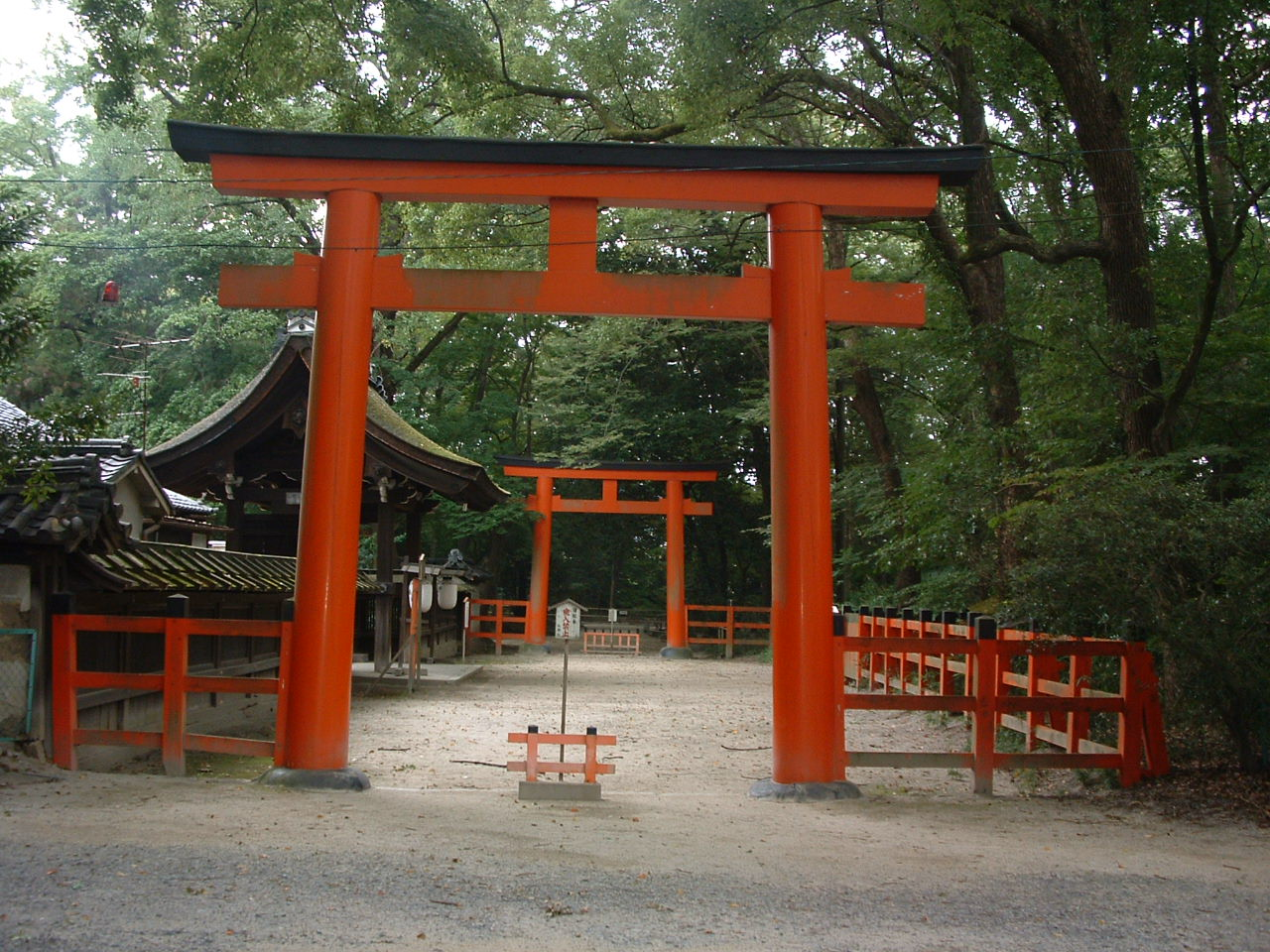
Due portali torii al santuario di Kawai-jinja
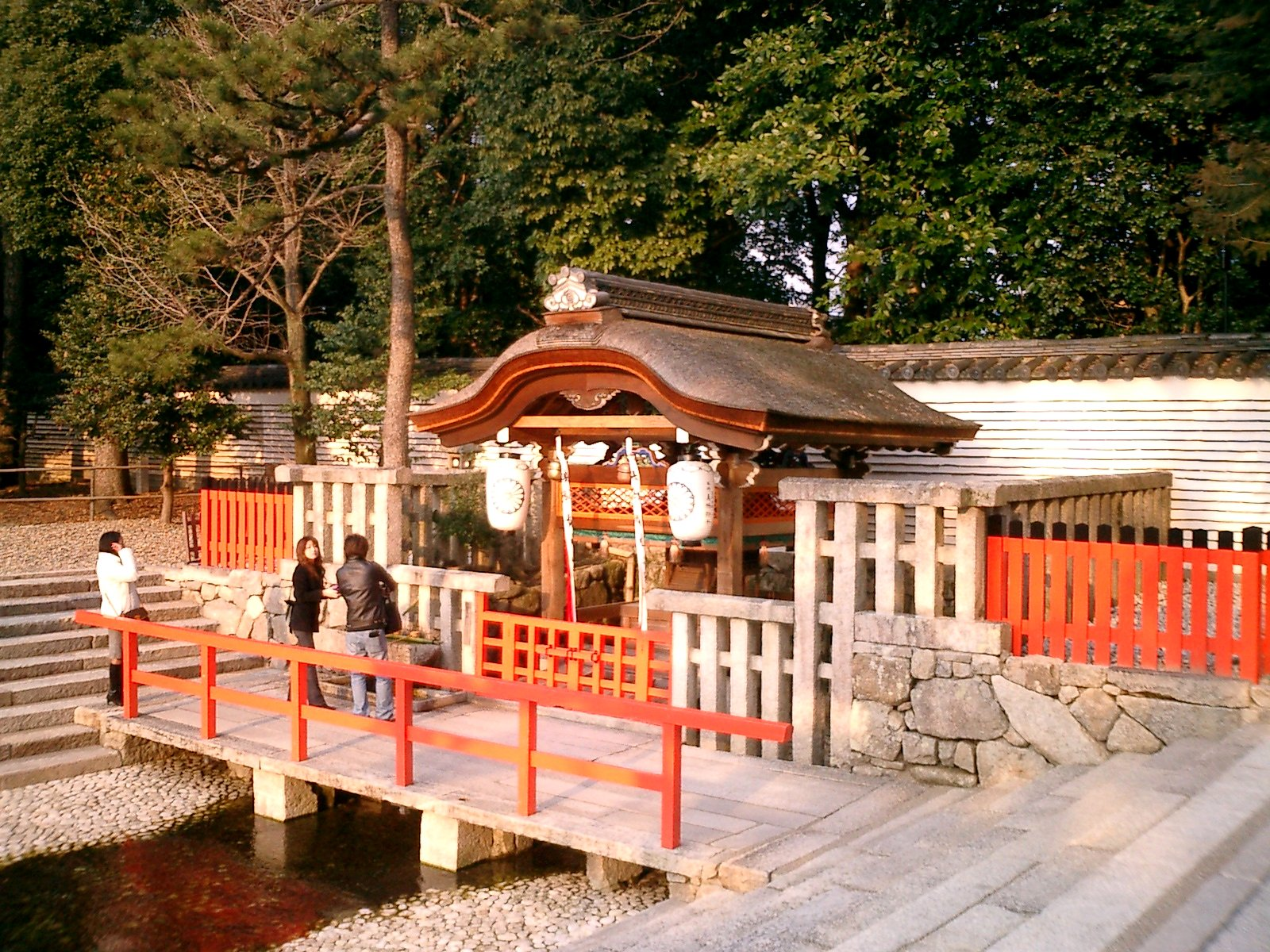
Mitarai-sha
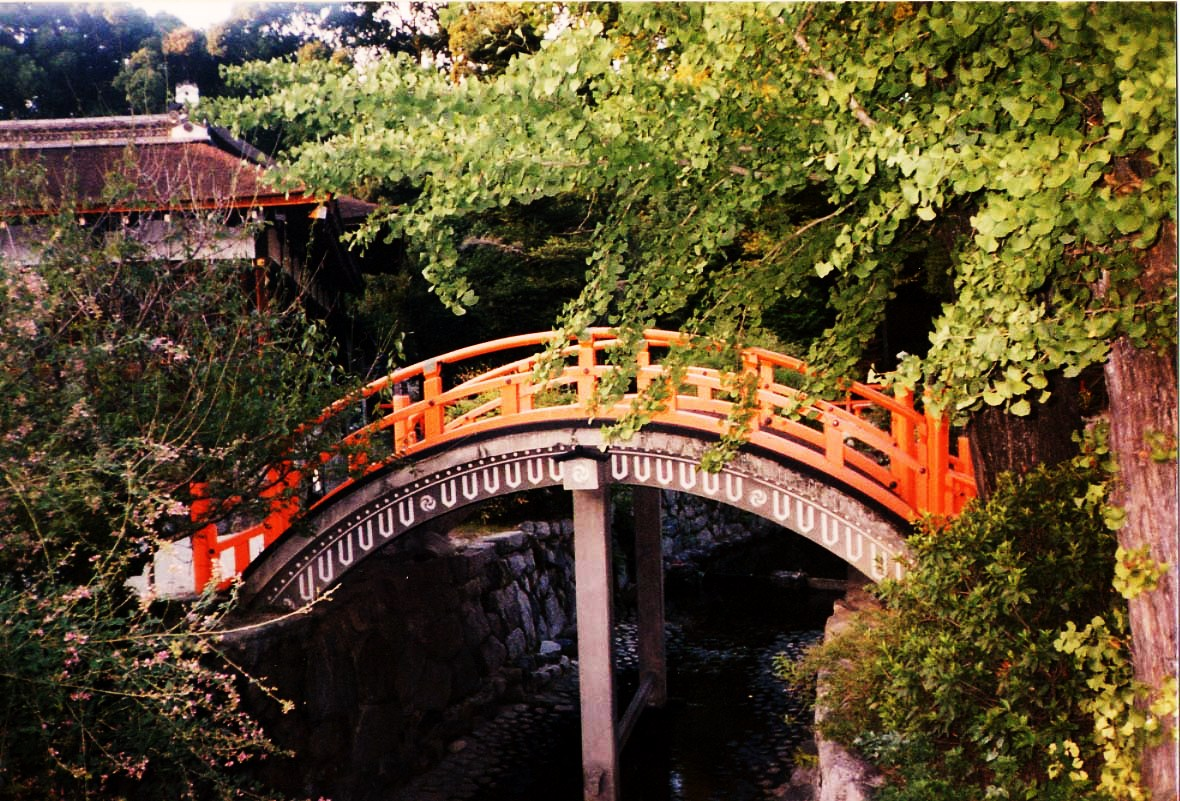
Taikobashi